# Dům Martini
Dům Martini je historický měšťanský dům na náměstí Krále Jiřího z Poděbrad v Chebu. Jádro domu je původně gotické z 15. století, současný vzhled domu je určen přestavbou v barokním stylu, jež proběhla v 17. století. Nad mohutným kamenným portálem se v kartuši nachází rodový znak významného rodu Martini z roku 1707. Na střeše domu se nachází vikýř s jeřábem, který sloužil k vytahování zboží do skladovacích prostor čtyřpatrové půdy.
Roku 1755 získal dům chebský poštmistr Georg Widtmann. Záhy sem přestěhoval chebský poštovní úřad, který zde zůstal až do roku 1877. Roku 1833 byl interiér domu přestavěn pod vedením stavitele W. Prachenského. Dům je využíván k bydlení a v přízemí se nachází komerční prostory.